# Janiodes pulverosa
Janiodes pulverosa är en fjärilsart som beskrevs av Embrik Strand 1912. Janiodes pulverosa ingår i släktet Janiodes och familjen påfågelsspinnare. Inga underarter finns listade i Catalogue of Life.